# 波佛斯40公釐高射砲
波佛斯40公釐高射砲（又名40快炮、40機炮或波佛斯炮）為瑞典波佛斯（Bofors）所設計的高射砲，是二次世界大戰以來主要的中型地面防空武器之一，無論是同盟國或軸心國皆有直接採購或技轉，甚至擄獲使用。在二戰結束後亦繼續改良，可說是中口徑高射炮的代名詞。因有大量双、四联装版本，包括未授权仿制型，按火炮计算L/60型总产量超过6万门，按炮管数计算，总产量超过12万支。

## 開發

### 防空型

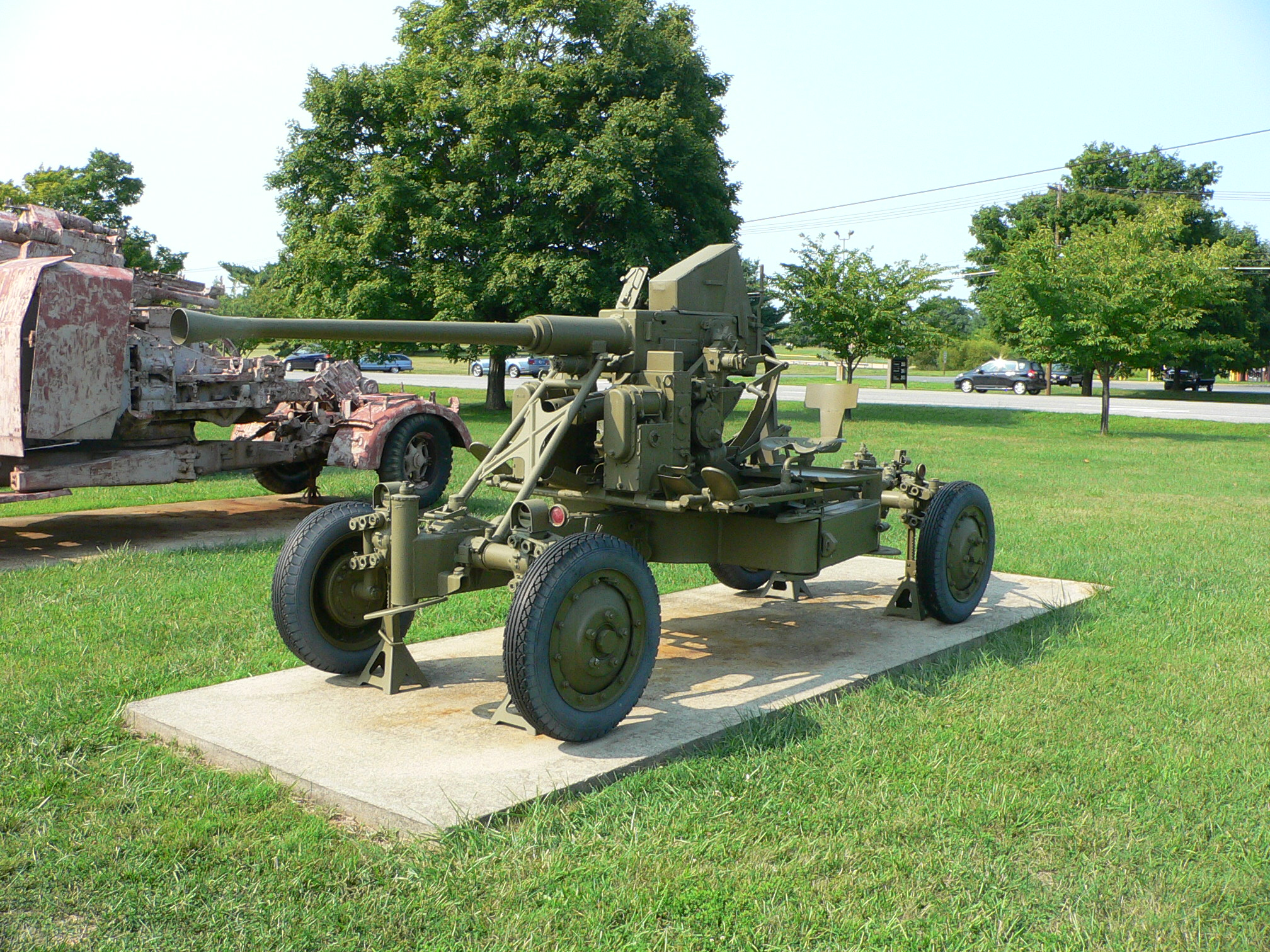
波佛斯40公釐高射炮

波佛斯40高砲的研發濫觴源於1928年，瑞典海軍不滿意諾典飛爾德速射炮於是在1922年自英國採購，在一戰時由QF1磅砰砰炮改造開發的防空武器QF 2磅速射艦炮（pom-pom；QF 2-pounder Mark II），希望波佛斯開發一種口徑近似但更加可靠的遠程防空武器。1929年波佛斯交付原型測評，該原型運用諾典飛爾德速射炮裝彈設計原理，結果並未讓瑞典軍方滿意。後於1929年重新設計並使用了類似步槍的橋夾裝於該炮頂部，讓該炮從上裝彈側面退殼，理論上是滿足了軍方對射速的要求且機械結構也較為可靠，這設計在1931年11月完成原型炮的製作，但直到1932年才逐漸成熟，1933年10月通過每分鐘130發的射速驗收標準並開始銷售。由於波佛斯在第一次世界大戰結束後受到德國軍火重工業大廠克虜伯收購三分之一的股權，並秘密派遣工程師團隊駐廠進行凡爾賽條約內不允許德國研發的火炮項目開發，毫無疑問在戰間期兩間廠商有極度緊密的合作關係，因此一直有猜測認為德國工程師主導該高射炮的研發，但瑞典只承認克虜伯在冶金科技方面引導瑞典大幅進步，在機械結構的設計上並不認為瑞典受到德國協助，加上後來德國自行開發的Flak 18 37系列高炮與波佛斯40高炮的炮體結構幾乎無類似之處與口徑完全不同，所以至今並無實質證據可證明40高炮的研製有德國人的協助。
博福斯40公釐高射砲在1933年問世，瑞典採購型號稱40公釐akan M/32高射砲，由於該型炮炮管僅有56.25倍徑，因此狹義上說它不是真正的40公釐60倍徑系列高射砲。

### 海軍型
真正使用60倍徑炮管的Bofors 40 mm L/60是1934年8月荷蘭皇家海軍為了德·魯伊特號輕巡洋艦所訂購，與火炮同時訂購的尚有可三軸穩定並接受統一防空指揮儀控制的炮座，整組炮全重達7公噸；海軍型號隨後還為潛艦副炮需求研製只有42倍徑的短管版，該型號可在潛航時密封避免銹蝕，但火炮初速因此降低至每秒700公尺。

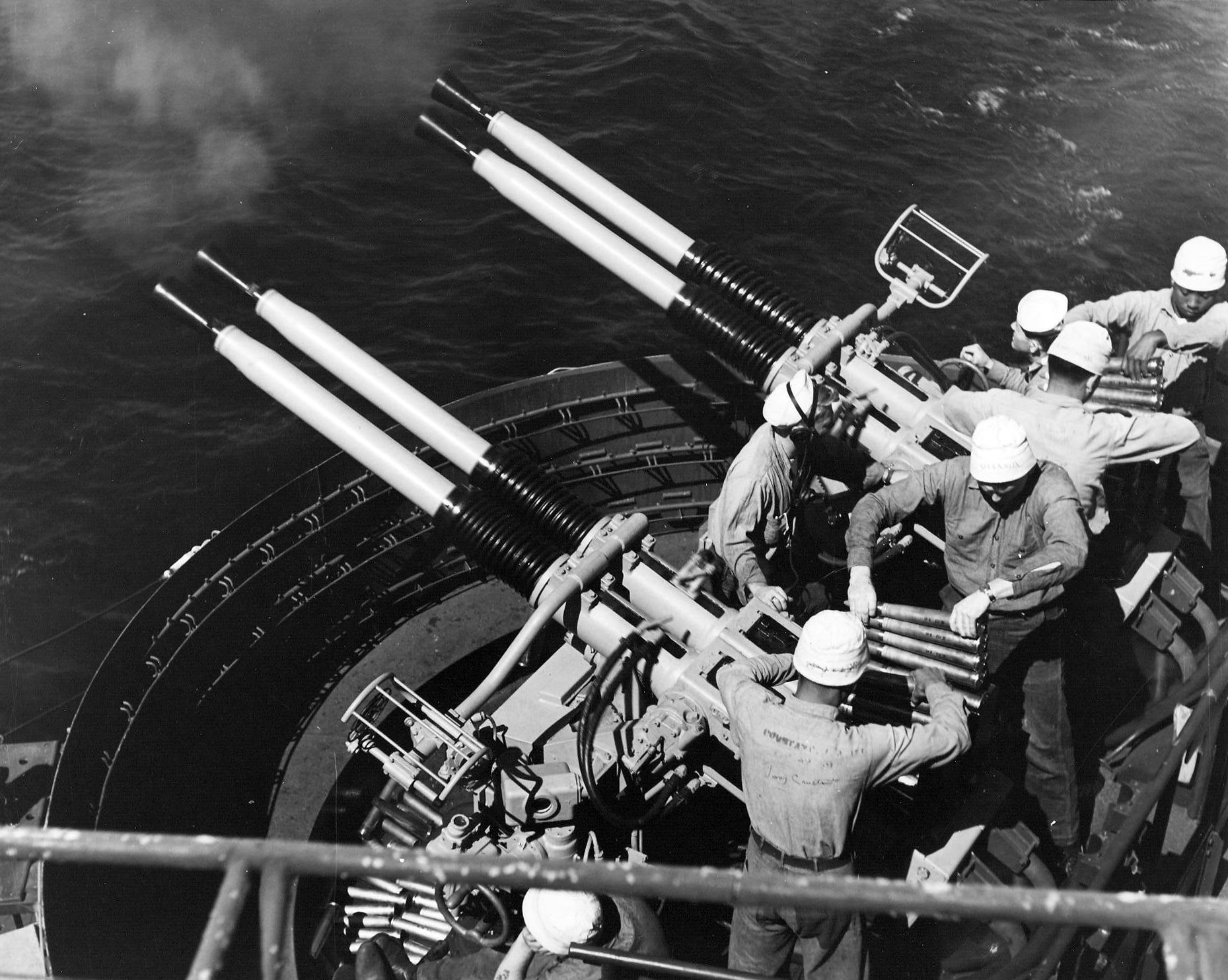
美國海軍啟航灣級巴東海峽號護航航空母艦（英语：USS Badoeng Strait）(CVE-116)上裝備的Mk2四管式波佛斯40毫米60倍徑高射炮
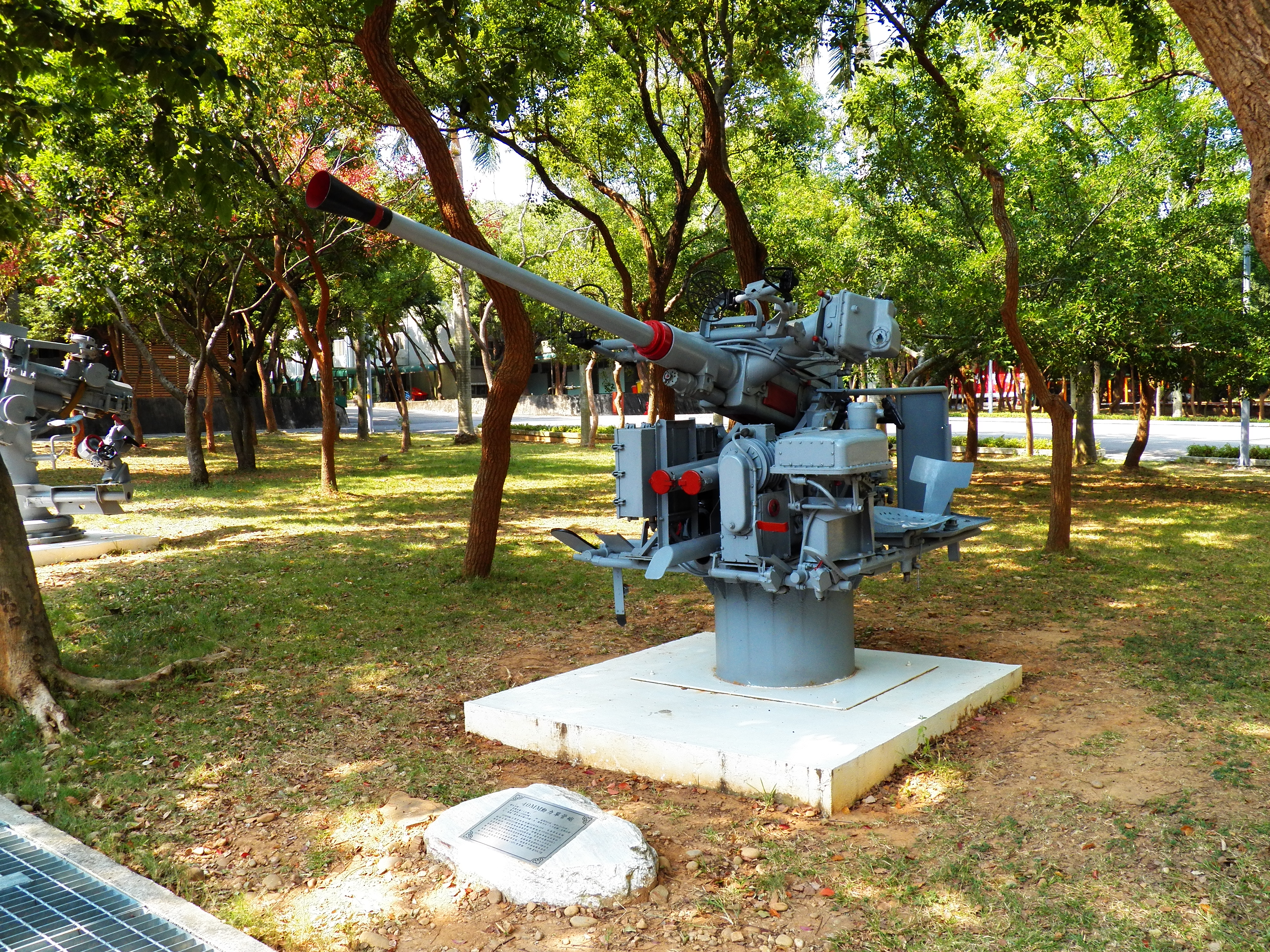
中華民國海軍中海級中鼎號戰車登陸艦(LST-203)上裝備的Mk3單管式波佛斯40毫米60倍徑高射炮
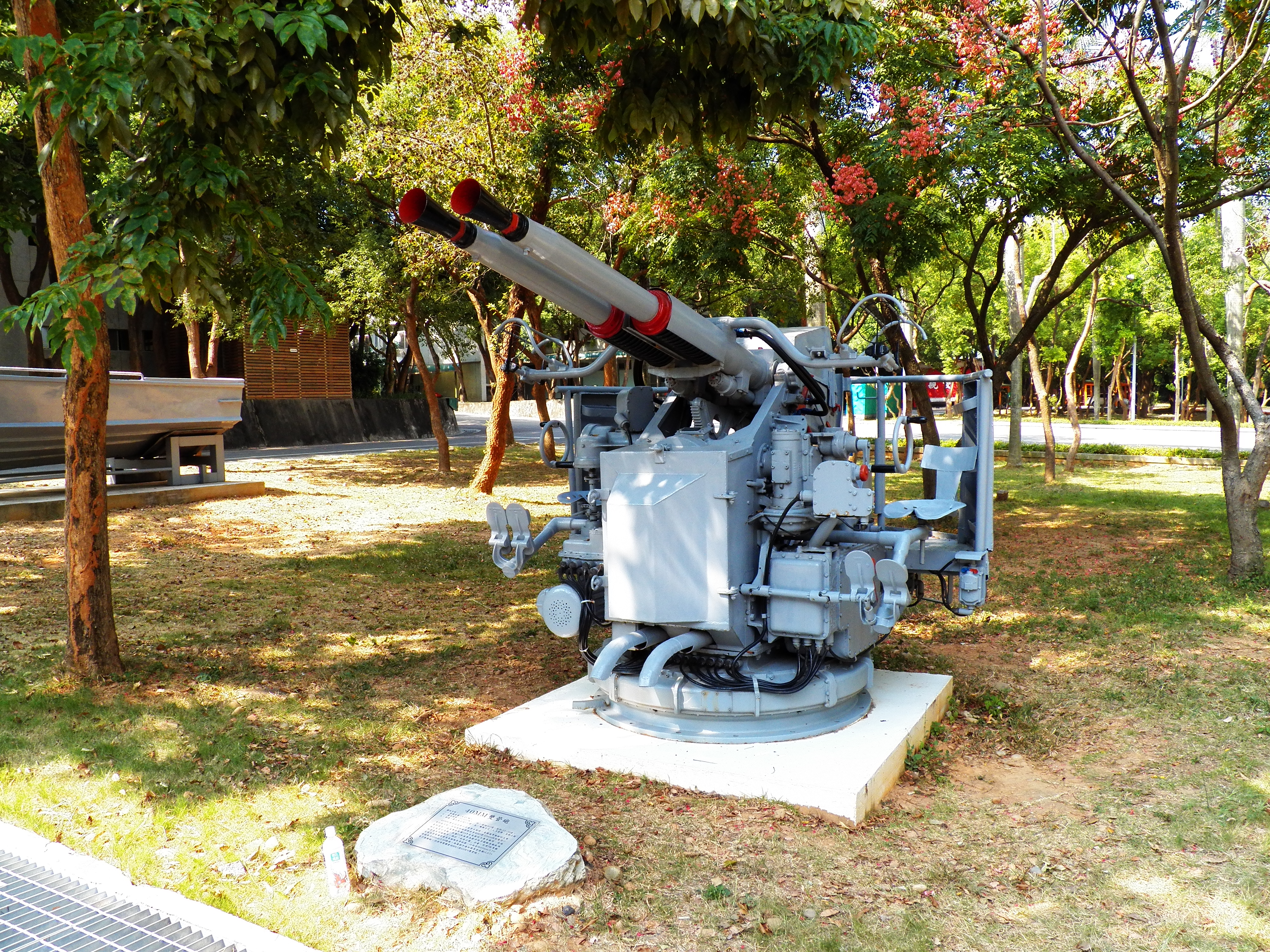
中華民國海軍中海級中鼎號戰車登陸艦(LST-203)上裝備的Mk1雙管式波佛斯40毫米60倍徑高射炮

### 陸軍型
在海軍型得到外銷訂單後，波佛斯開始研製陸用版40高炮，該型號在1935年8月在比利時展示，隨即大受轟動。
傳統野戰火炮是由炮架、前車兩個結構組成，前車裝載彈藥及火炮隨裝工具，在火炮移動時搭上火炮炮架才能戰術移動；但是波佛斯40高炮炮架完善的整合機動性及穩定性的要求，在普通的四輪車架載具上整合了可360度旋轉的十字型炮架，訓練有素的炮組可在1分鐘內完成火炮放列，且具備高水準的射擊精度。該型號一推出，隨即得到波蘭、挪威、芬蘭等國採購，實際銷售紀錄上到1939年德國開戰前夕幾乎西歐所有國家都是波佛斯40高炮的客戶，在第二次世界大戰爆發後，波佛斯開始釋出40高炮製造權，英美於是開始引進並大量改製。美國海軍於1940年購進雙管型後編號為Mk1，開始在各艦種裝配此型高炮，美國陸軍原主張使用自行設計之37公釐高炮，然而其效能不及自英國進口的六門40公釐QF 2磅速射艦炮，故美國開始商討自製此型高炮之計畫，以供應美國三軍廣大之需求。美國於技轉自製後的40公釐高炮稱為「40 mm Automatic Gun M1」，可發射三種不同的英製炮彈以及M18A1破甲彈。而波佛斯於1947年又推出同口徑的後繼產品，即Bofors 40 mm L/70，兩者均被稱為「博福斯炮」、「40機炮」或「40快炮」，但戰後推出的型號除了增加炮管長度，亦一併修改彈藥尺寸，導致彼此所使用的彈藥不能互換。美國空軍的攻擊機AC-130空中砲艇也配備機炮用於攻擊地面目標，尤其是針對裝甲戰鬥車輛，瑞典陸軍的CV90裝甲戰鬥車與南韓陸軍的K21步兵戰車也以其為機炮。

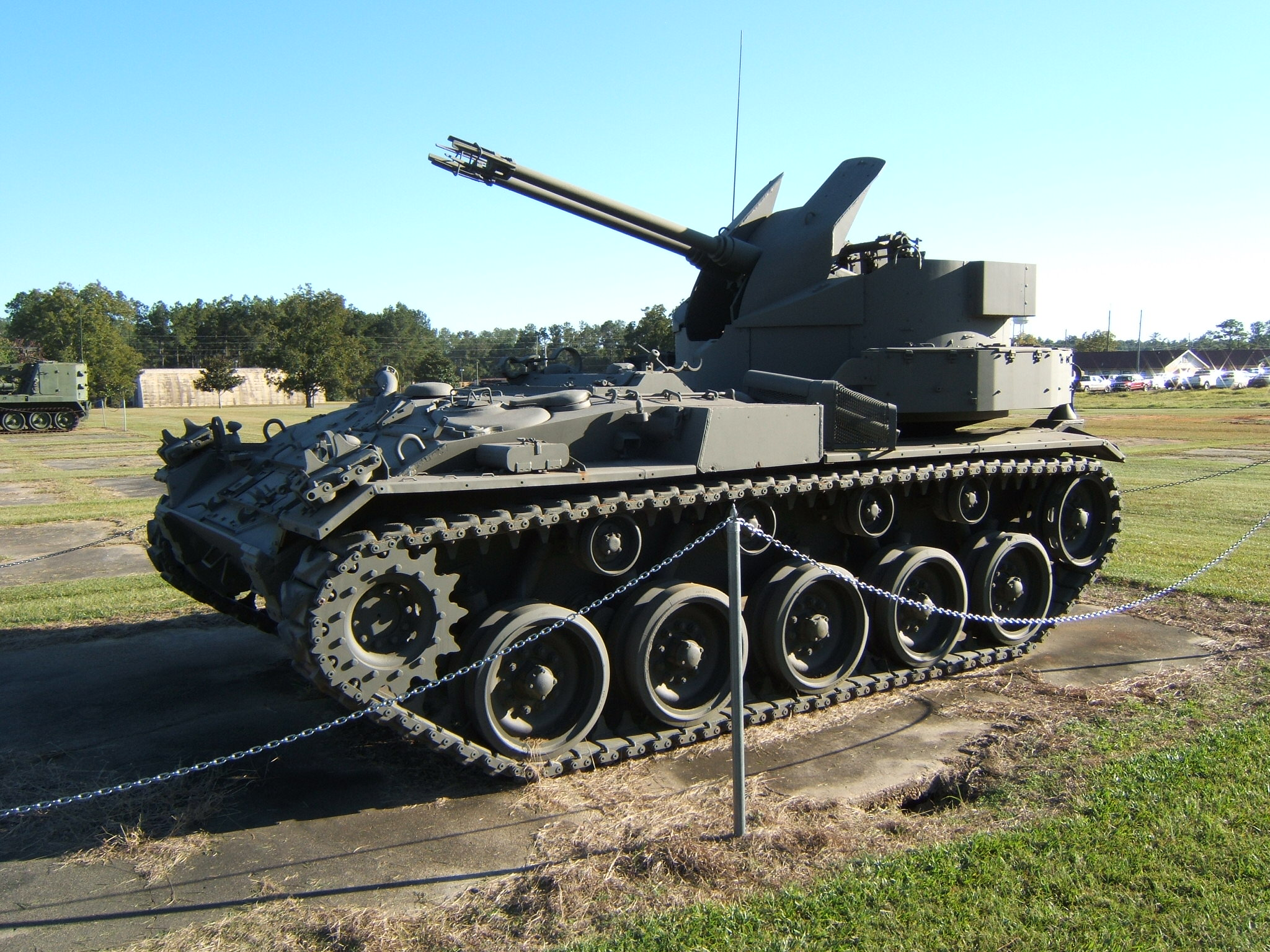
M19防空炮車（英语：M19 Multiple Gun Motor Carriage）
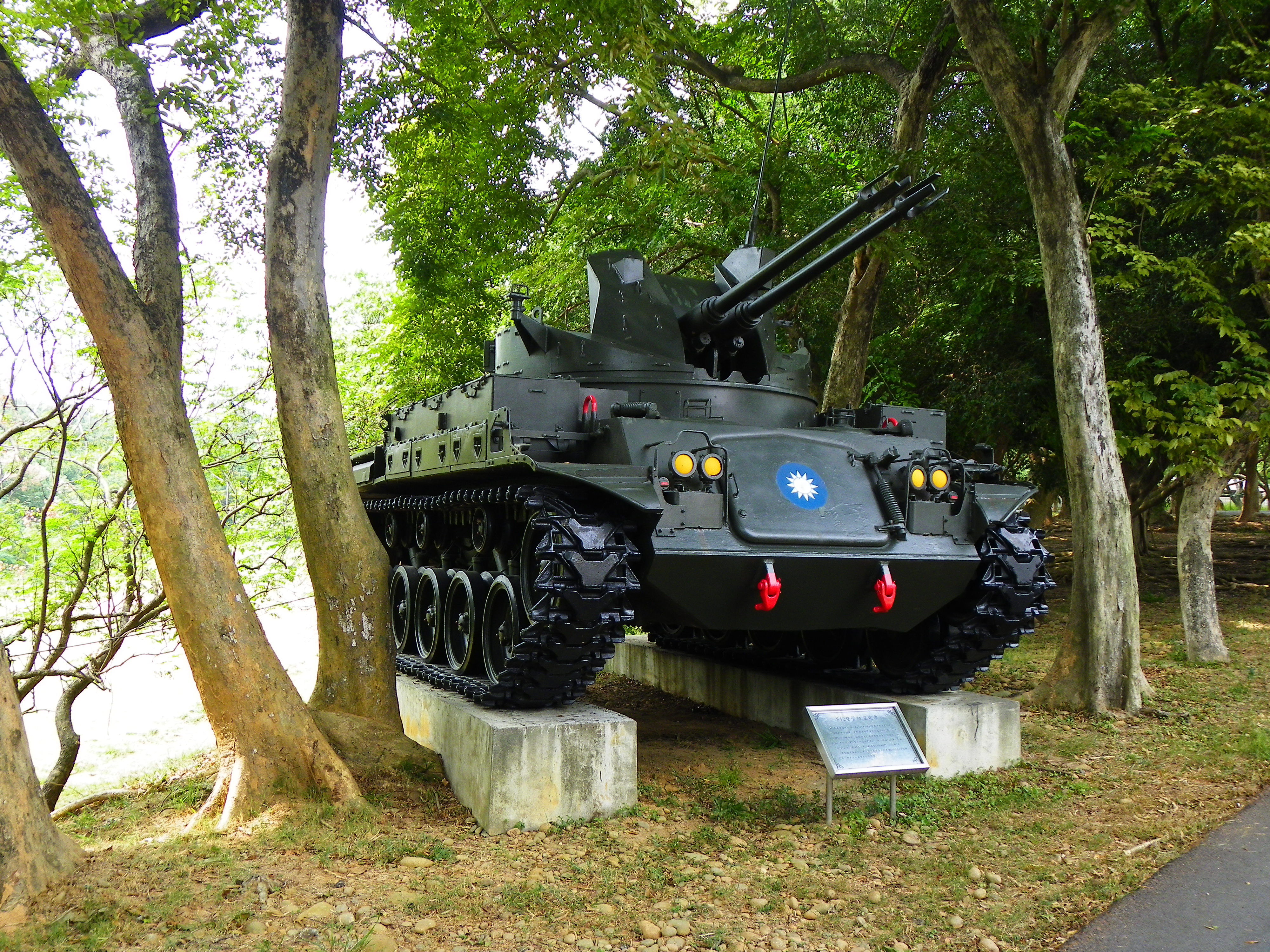
M42防空砲車
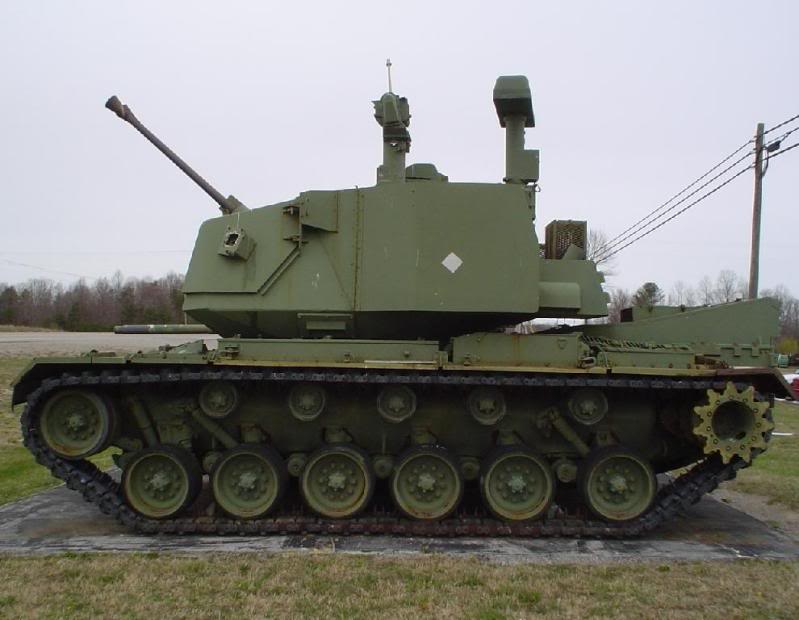
M247約克中士式防空砲車
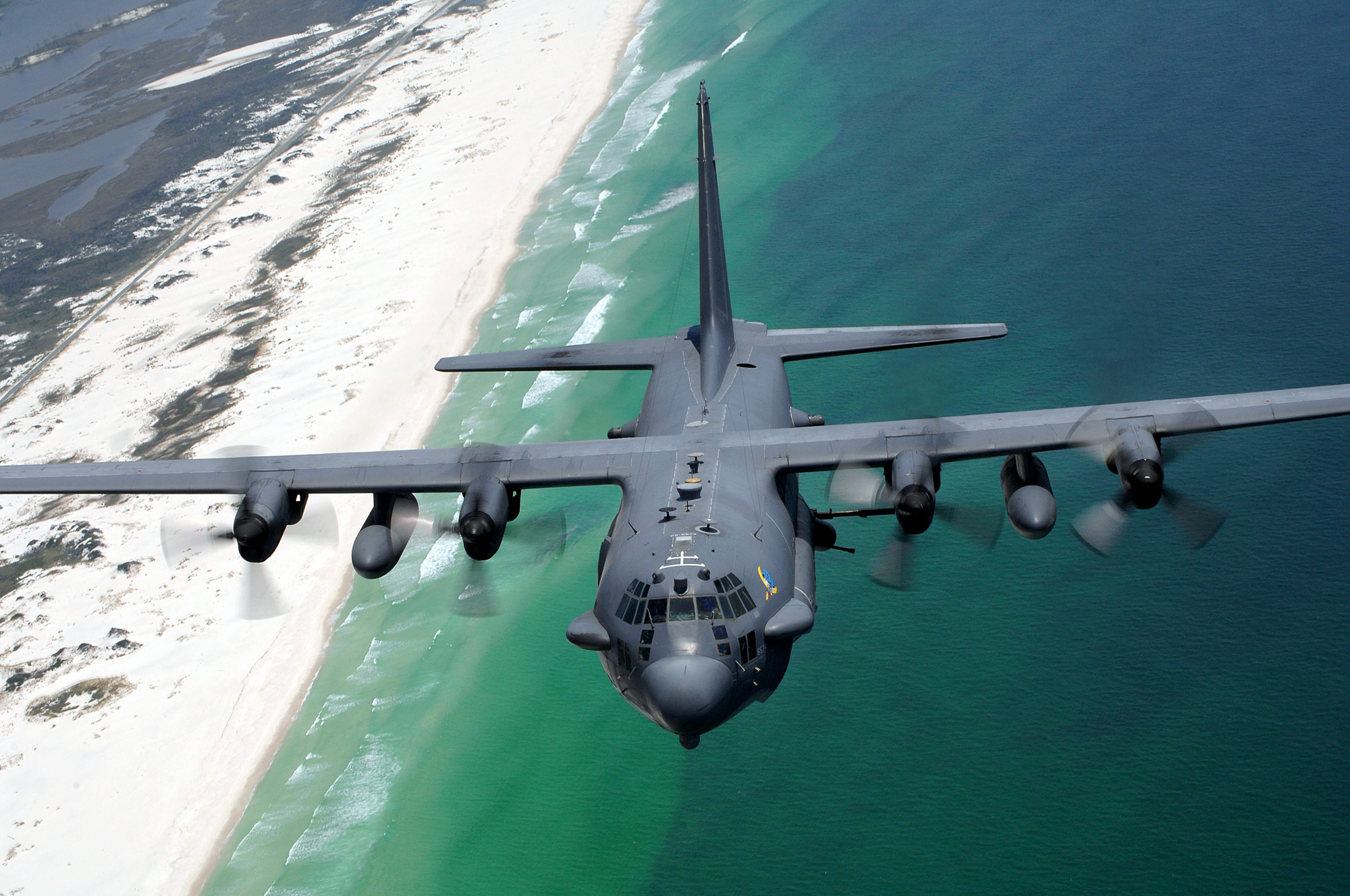
AC-130空中砲艇
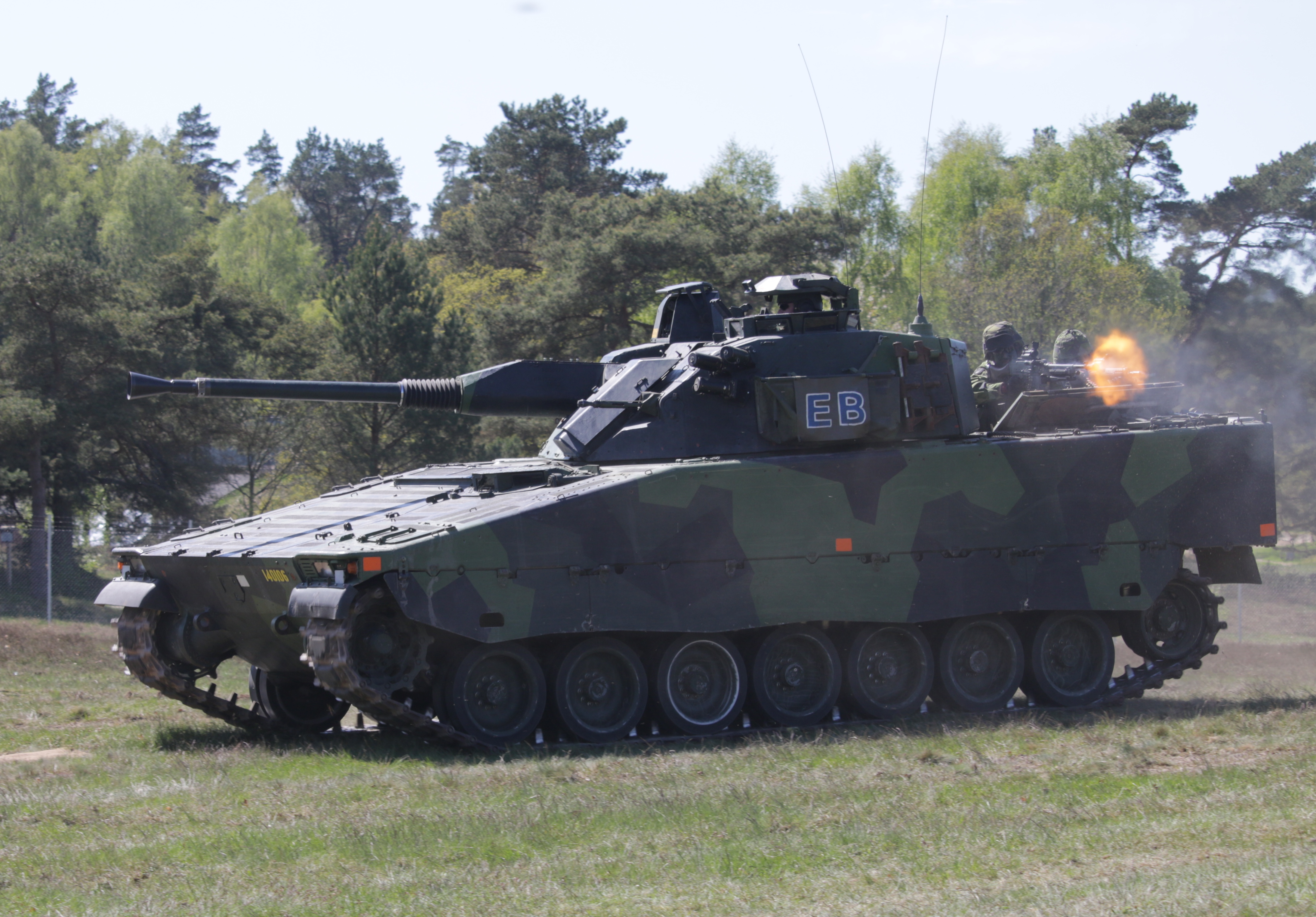
CV90裝甲戰鬥車
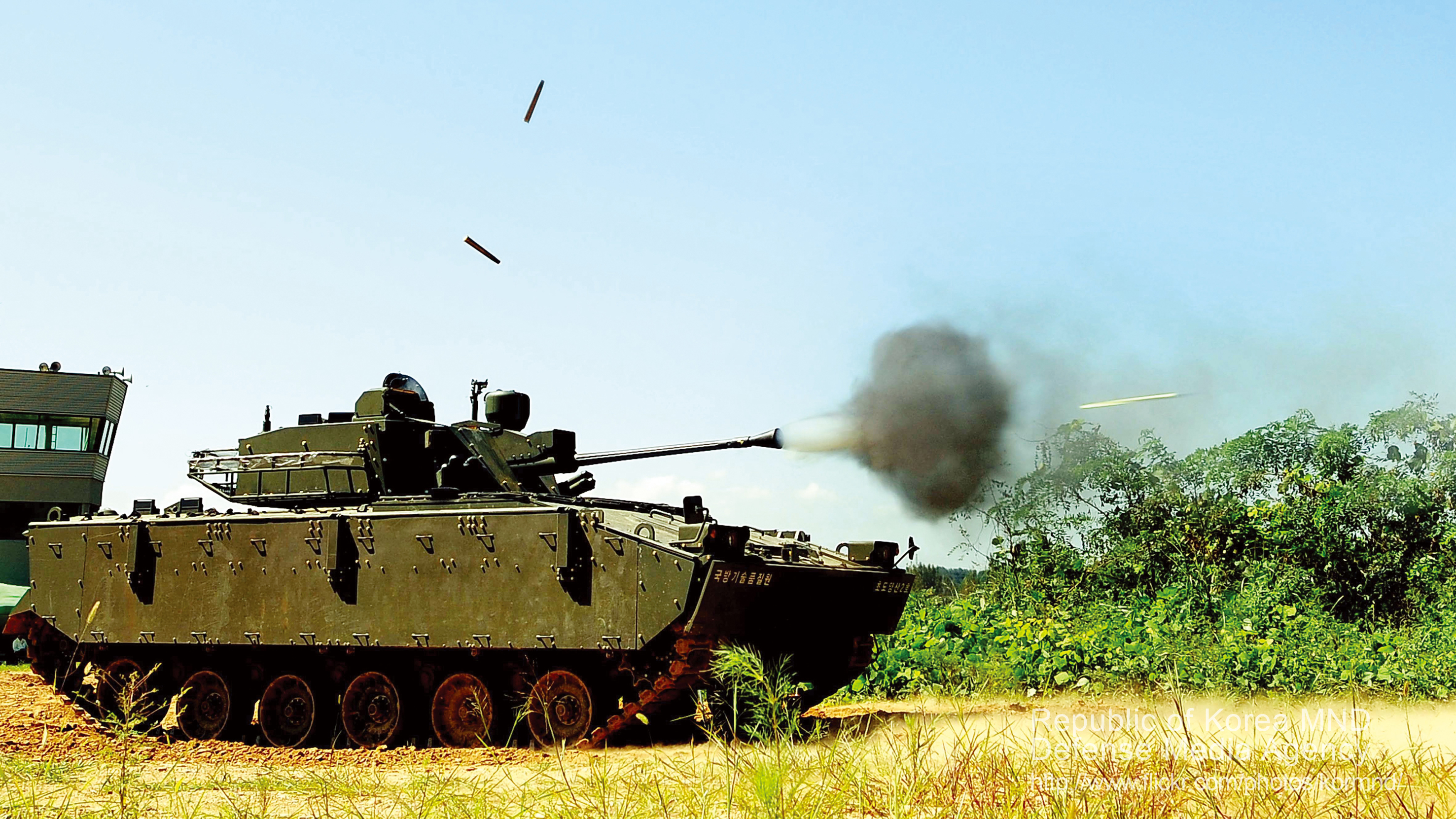
K21步兵戰車正在使用40毫米70倍徑機炮進行射擊

## 規格及性能
- 膛線：16條（不等齊右旋）
- 駐退機：正常座長7.4─8.3吋，最佳後座長7.87吋，容量1.32品脫液壓油
- 彈倉容量：連彈夾8發，不連彈夾7發
- 擊發機構：撞擊式
- 彈藥種類：榴彈、破甲彈、練習彈、曳光彈

## 與其他同類火炮比較
| 國家     | 火炮型號                      | 每分鐘射速 | 炮彈重量     | 發射重量                  |
| -------- | ----------------------------- | ---------- | ------------ | ------------------------- |
| 英国     | QF 2磅艦炮                    | 115        | .91（2.0磅） | 104.6（231磅）            |
| 法國     | 37公釐1925年型高射砲          | 15—21      | .72（1.6磅） | 10.8—15.12（23.8—33.3磅） |
| 義大利   | 布雷達37毫米54倍徑機炮        | 60—120     | .82（1.8磅） | 49.2—98.4（108—217磅）    |
| 瑞典     | 波佛斯40公釐高射砲            | 120        | .9（2.0磅）  | 108（238磅）              |
| 德意志國 | 3.7厘米SK C/30速射炮          | 30         | .74（1.6磅） | 22.2（49磅）              |
| 德意志國 | 3.7厘米Flak 18/36/37/43高射炮 | 150        | .64（1.4磅） | 96（212磅）               |
| 苏联     | 1939式61-K型37毫米高射炮      | 80         | .73（1.6磅） | 58.4（129磅）             |
| 美国     | M1 37毫米高射砲               | 120        | .87（1.9磅） | 104.4（230磅）            |

## 使用國
| - 阿尔及利亚 - 阿根廷 - 奥地利 - 比利时 - 巴西 - 柬埔寨 - 加拿大 - 智利 - 賽普勒斯 - 丹麦 | - 埃及 - 芬兰 - 法國 - 德国：納粹德國在1938年德奧合併時就從奧地利軍隊獲得了50門特許生產的波佛斯40公釐高射炮並於1939年5月15日以“4公分28年式高射炮「4 cm Flak 28」的名稱將其納入制式裝備。1939年至1941年的戰爭初期，德軍在占領區獲得了大量的該高射炮和至少6座有生產該炮能力的兵工廠(全部為40 mm L/60)，因此在二戰期間可以穩定量產該炮給三軍使用，戰後的德國繼續使用40 mm L/70。 - 希腊 - 匈牙利 - 印度 - 印度尼西亞 - 冰島 - 爱尔兰 - 伊拉克 - 以色列 - 義大利 - 日本：在二戰中於佔領區繳獲使用並仿製出五式40公厘高射炮，但因仿製技術不夠而無法服役，戰後因美援大量取得原產版本繼續服役。 - 约旦 - 利比亞 - 马来西亚 - 拉脫維亞 | - 立陶宛 - 馬爾他 - 墨西哥 - 緬甸 - 荷蘭 - 挪威 - 新西兰 - 阿曼 - 巴基斯坦 - 巴拿马 - 秘魯 - 菲律賓 - 波蘭 - 葡萄牙 - 沙烏地阿拉伯 - 塞爾維亞 - 新加坡 | - 南非 - 西班牙 - 斯里蘭卡 - 瑞典 - 瑞士 - 中華民國：中華民國使用40高炮始自二戰，經租借法案後國民革命軍得到80門美製M1 40高炮軍援，該批武裝在二戰結束接繼之第二次國共內戰中全部損失。 1953年接受美援重新獲得配發並由中華民國空軍使用，以8門40高炮搭配8組M45防空機槍塔班，編為一砲連，每門砲為一砲班，編制6人，目標偵搜則交由AN/MPQ-10高機動對空搜索雷達。 中華民國海軍也於艦艇上配備40快炮並至今仍是多數艦艇的常駐標準武裝，如陽字號驅逐艦(70倍徑，已除役)、成功級巡防艦(70倍徑)、康定級巡防艦(350PX70倍徑)、龍江級巡邏艇(70倍徑，已除役)、錦江級巡邏艦(350PX70倍徑，原設為艦炮，後除錦江號全改為Mk 75艦炮)、中海級戰車登陸艦(60倍徑)、高雄號兩棲指揮艦(60倍徑)、中和級戰車登陸艦(600PX70倍徑)、旭海號船塢登陸艦(70倍徑)、武夷油彈補給艦(70倍徑)、磐石油彈補給艦(70倍徑)等上有進行裝備。原使用的都是60倍徑型快炮，後於1970年代起為因應艦艇火力加強計畫改向瑞典原廠採購70倍徑型進行更換，但中海級戰車登陸艦與高雄號兩棲指揮艦未更換。 1980年代中華民國空軍採購瑞士歐瑞康GDF35毫米雙管防空炮後，40高炮開始自空軍退役，約在2010年前後完全除役。1987年起外島防務交由中華民國陸軍接管，因此中華民國陸軍仍有少量40高炮在外島操作。 除了國軍，中華民國海洋委員會海巡署在2012年8月接收拆自海軍已除役的艦艇上的40快炮，連同63式120毫米迫擊炮部署在東南沙分署，而艦隊分署也有8艘巡防救難艦艇裝備有海軍撥補的40快炮，分別為1000噸級巡防救難艦、2000噸級巡防救難艦與3000噸級巡防救難艦並都有裝設國家中山科學研究院研發之波佛斯40公釐70倍徑艦炮射控系統。 - 泰國 - 土耳其 - 阿联酋 - 英国 - 美国 - 乌拉圭 - 越南共和国 - 委內瑞拉 - 葉門 |

## 圖片資料

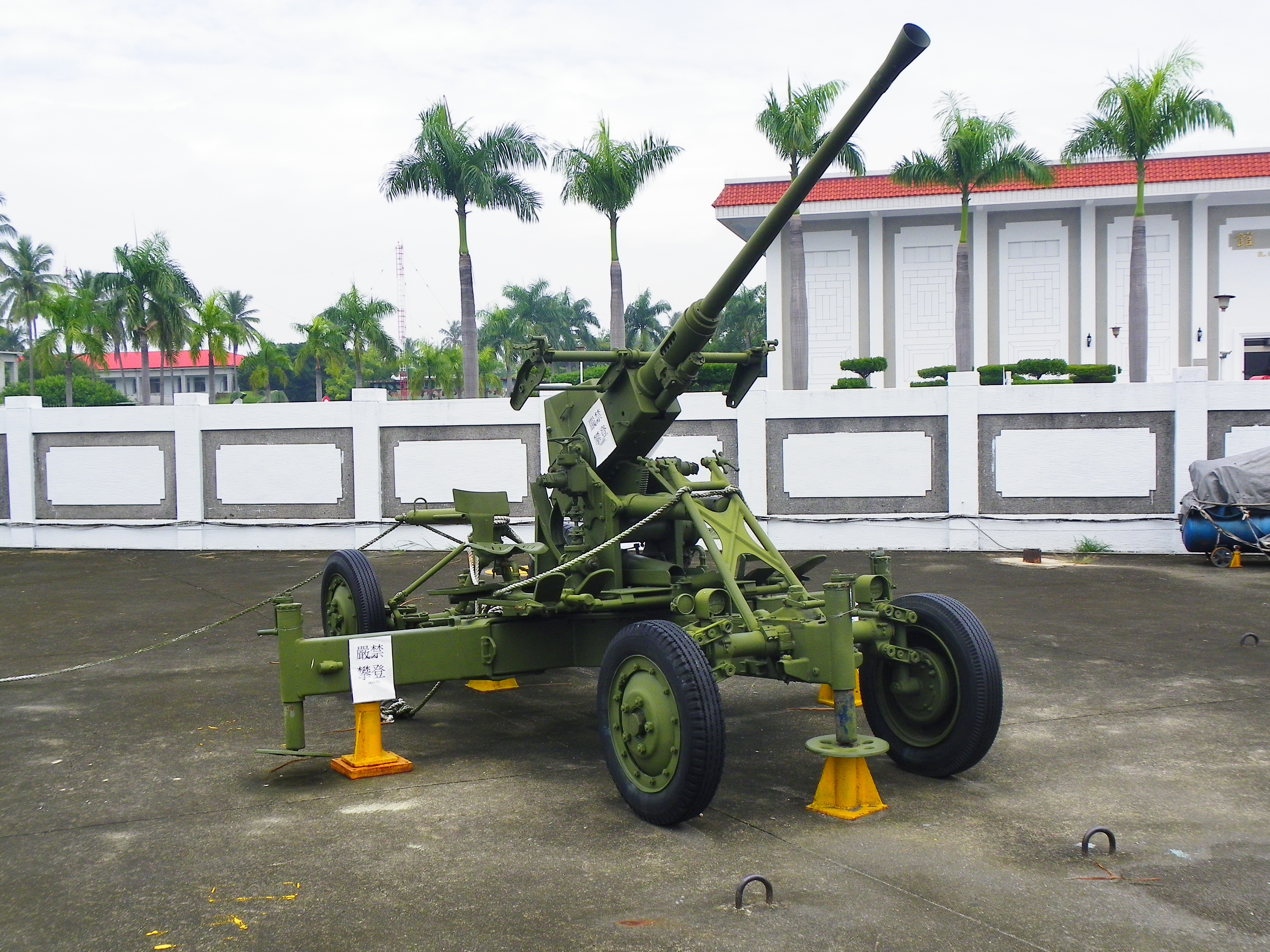
中華民國空軍軍官學校展示的波佛斯40公釐60倍徑高射炮，其炮架在1930年代推出時大受各國重視
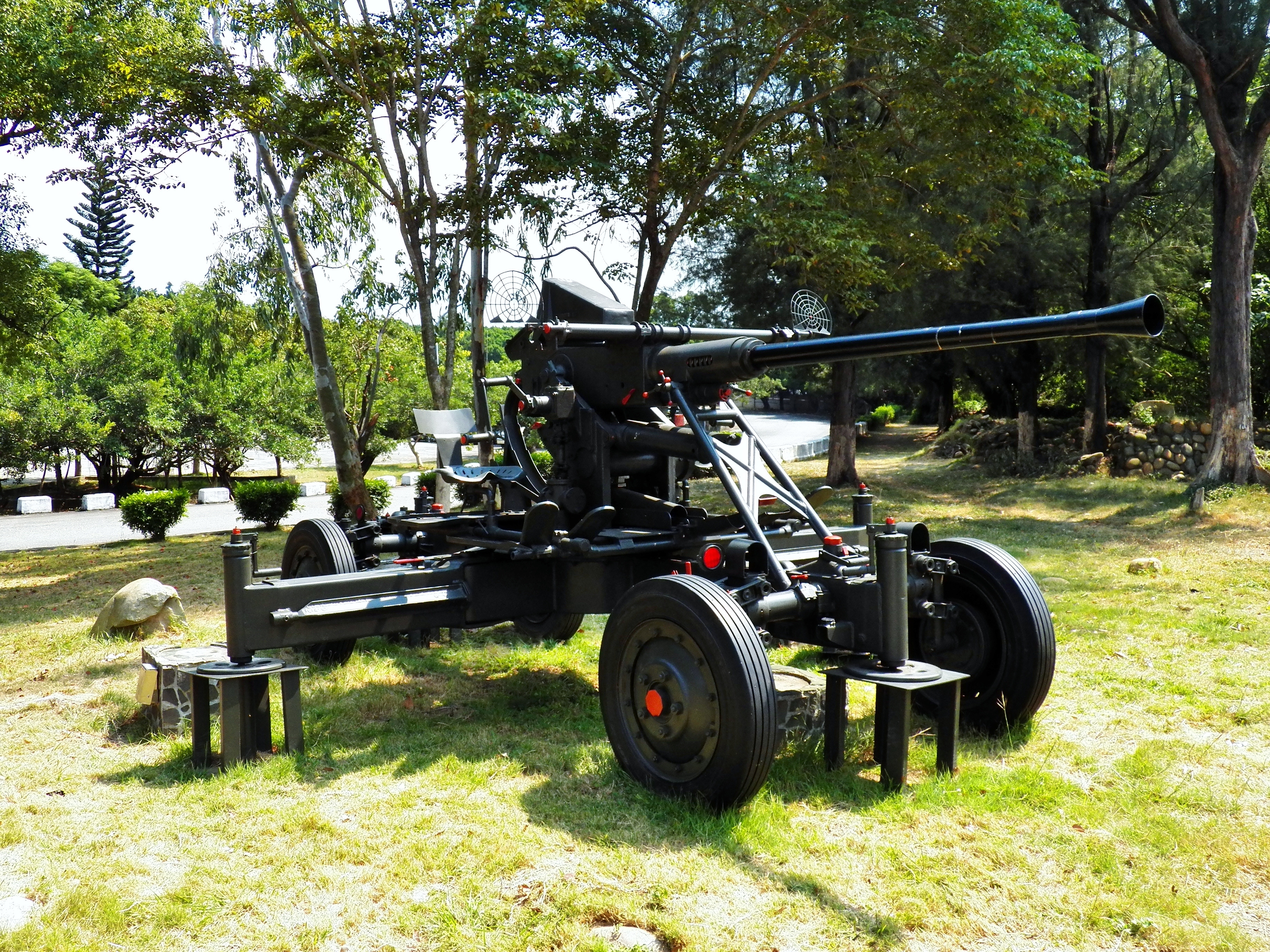
固定於中華民國陸軍成功嶺展示的波佛斯40公釐60倍徑高射炮
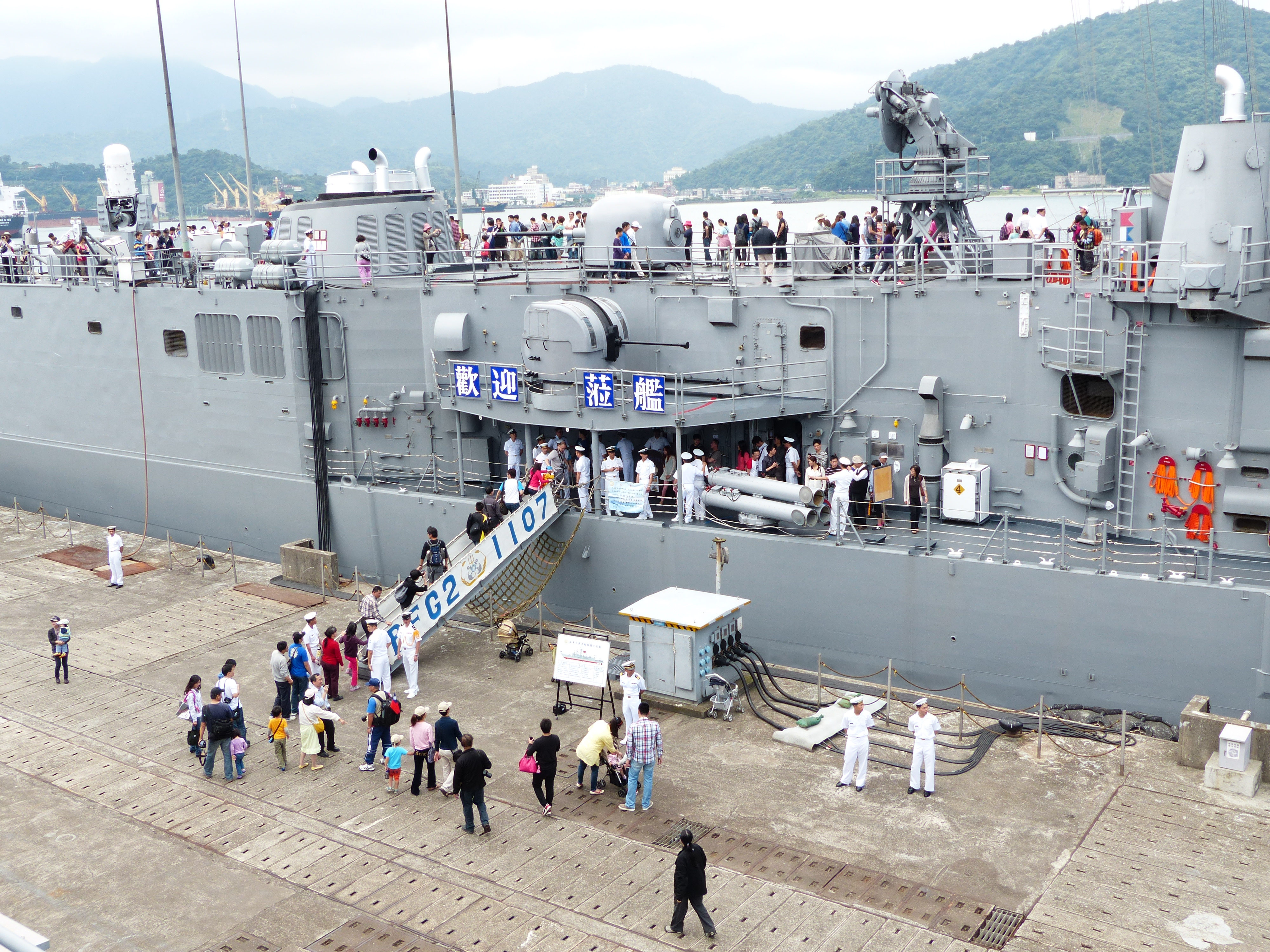
2013年中正軍港營區開放活動，開放遊客登艦的中華民國海軍成功級子儀號巡防艦(PFG2-1107)，可看到波佛斯40毫米70倍徑高射炮/艦炮，攝於12號碼頭右舷舷梯前
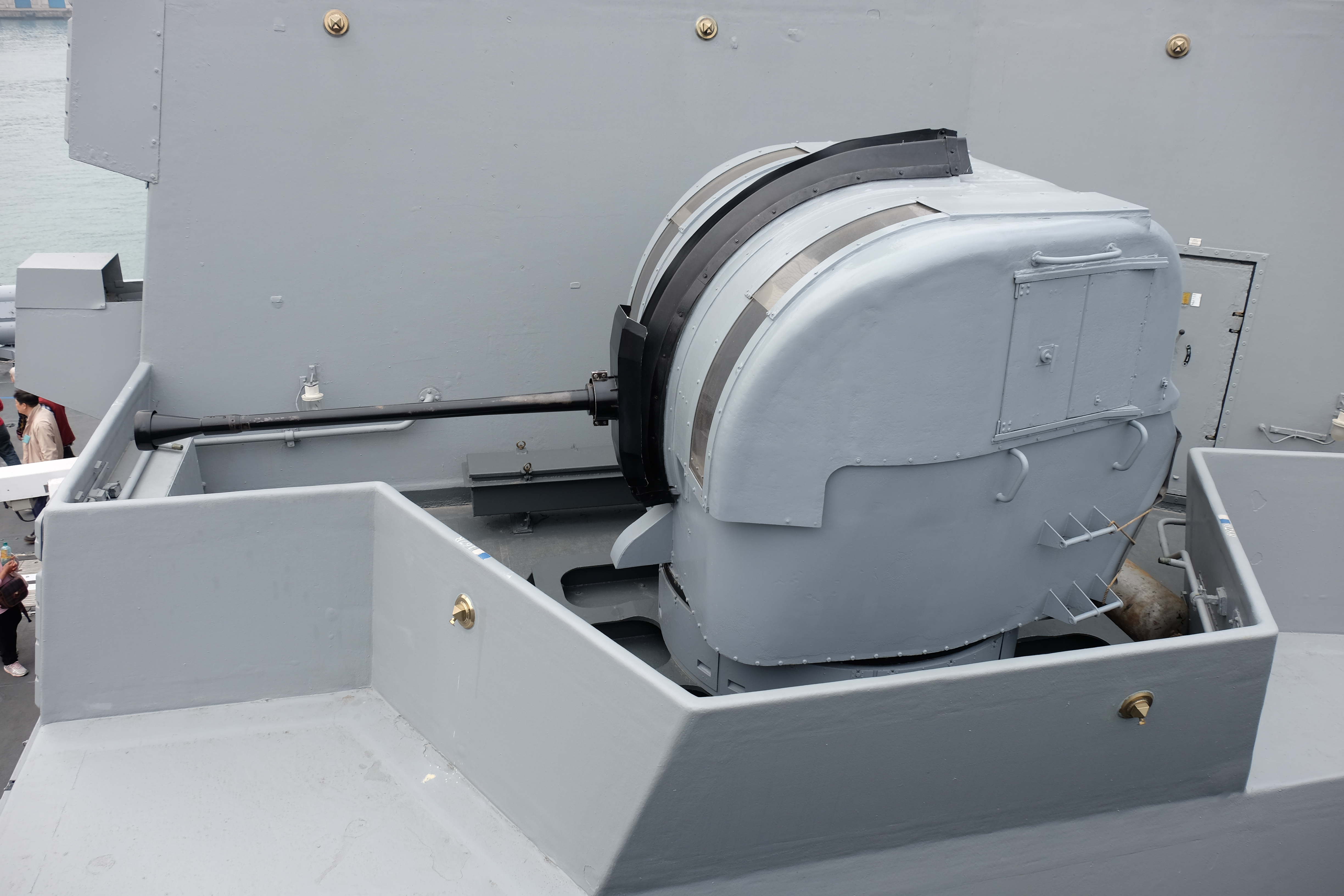
中華民國海軍康定級西寧號巡防艦(PFG-1203)上裝備的波佛斯350PX40毫米70倍徑高射炮/艦炮
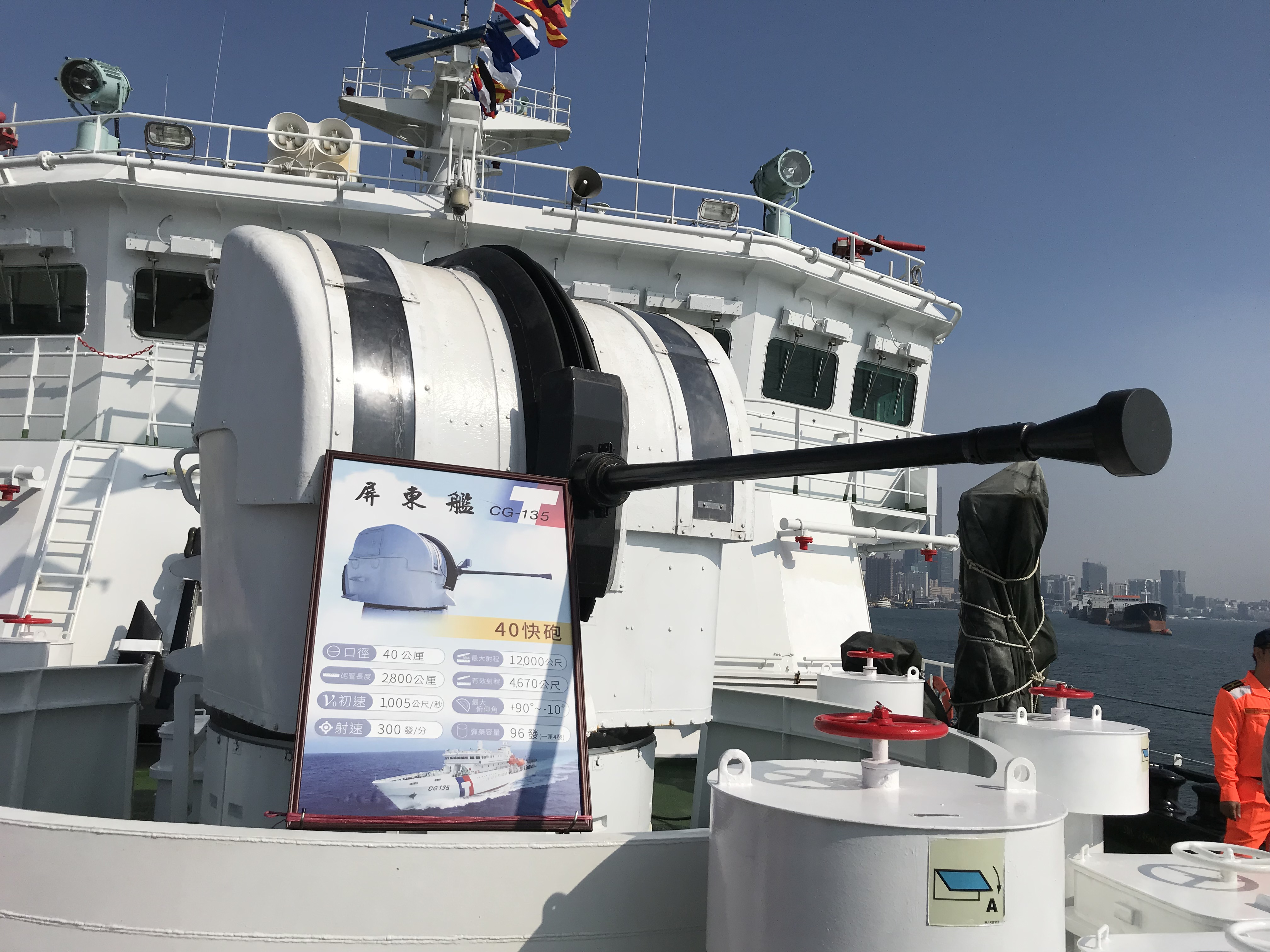
海巡署1000噸級屏東號巡防救難艦(CG135)艦艏裝備波佛斯40公釐70倍徑高射炮/艦炮
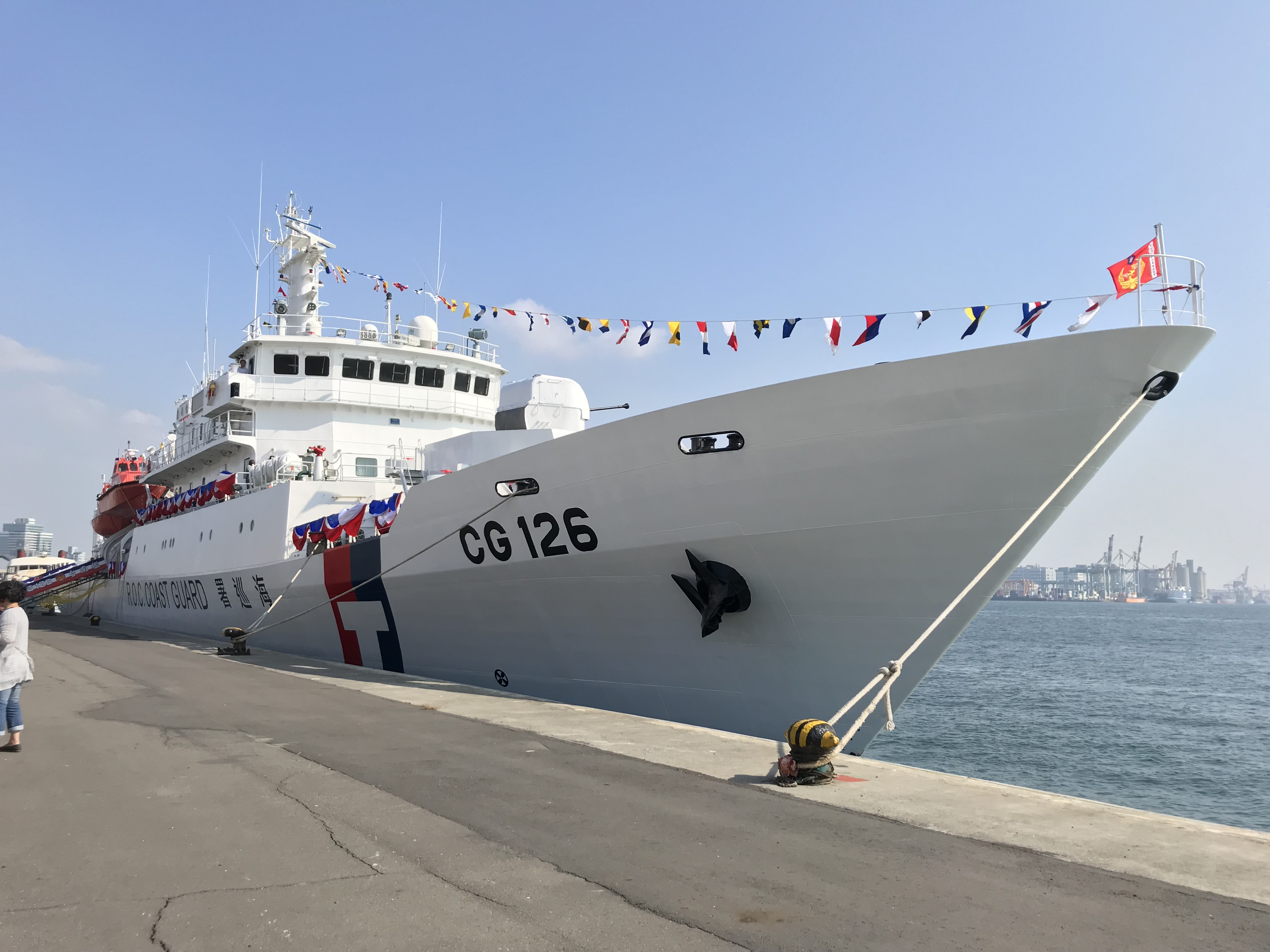
海巡署2000噸級台南號巡防救難艦(CG126)艦艏裝備波佛斯40公釐70倍徑高射炮/艦炮，攝於2020年1月海巡署成立20週年高雄港新濱碼頭開放民眾參訪活動
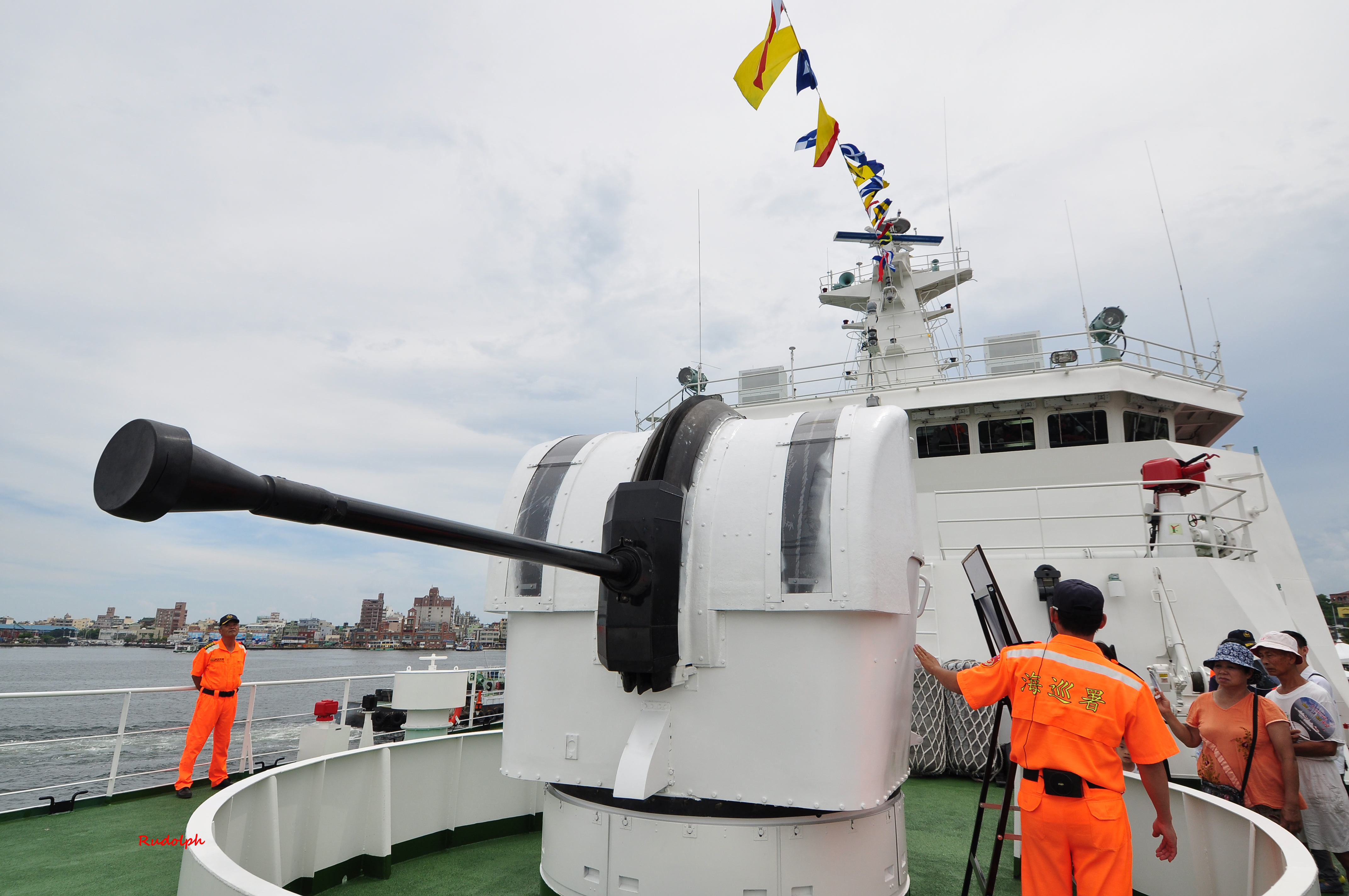
海巡署3000噸級高雄號巡防救難艦(CG129)艦艏裝備波佛斯40公釐70倍徑高射炮/艦炮
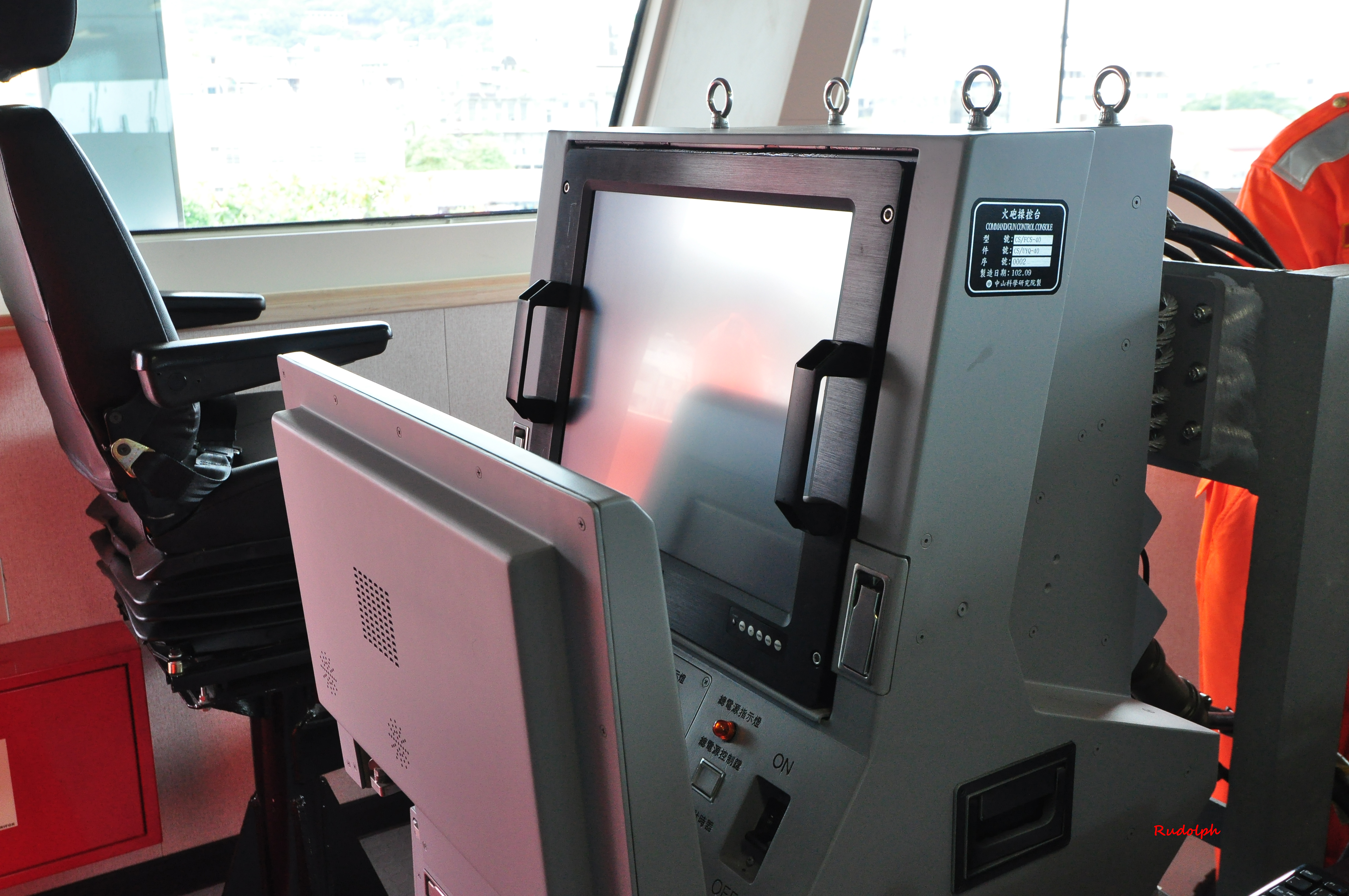
海巡署3000噸級高雄號巡防救難艦(CG129)裝設國家中山科學研究院研發之波佛斯40公釐70倍徑艦炮射控系統
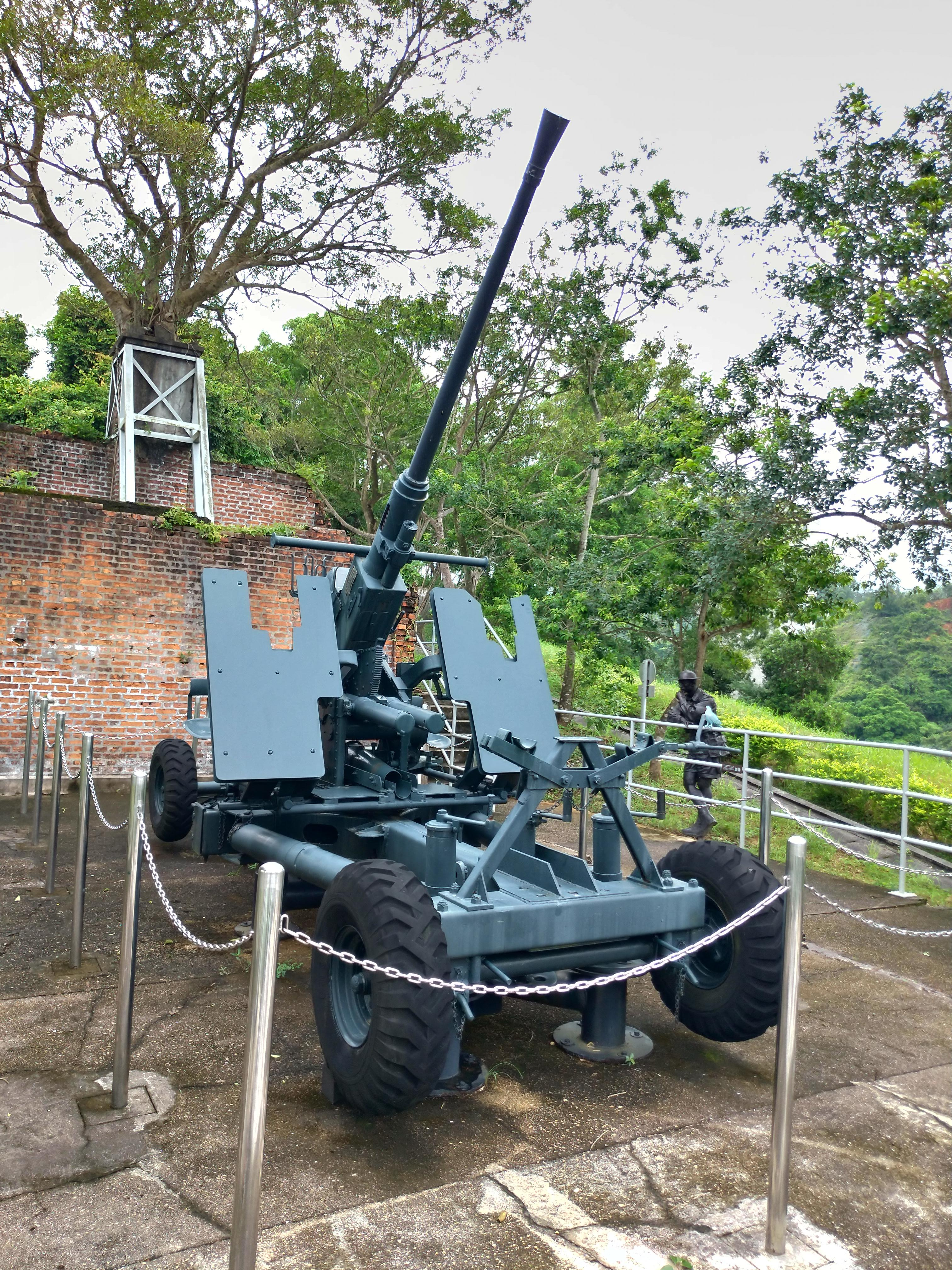
駐港英軍曾經在1938年至1980年代裝備波佛斯40毫米口徑60倍徑高射炮，其中一門在香港海防博物館的軍事文物徑展示

## 外部連結
- How Were World War II Searchlight Used? （页面存档备份，存于）
- 懷念的四０砲及五０槍
- 1940 Popular Science cover illustration of twin 40mm Bofors in Swedish service （页面存档备份，存于）
- "New Tools For Army Power", October 1941, Popular Science （页面存档备份，存于）, pages 73–74 on testing of US version of 40mm Bofors
- 40-mm Automatic Gun M1 (AA) and 40-mm Antiaircraft Gun Carriages M2 and M2A1 TM 9-252